# Forza Motorsport 4
Forza Motorsport 4 es un videojuego de carreras desarrollado por Turn 10 Studios para la Xbox 360. Esta es la cuarta entrega de la serie Forza Motorsport, y se lanzó en América del Norte el 11 de octubre de 2011, en Europa el 14 de octubre y el resto del mundo el 20 de octubre. El juego será el primero en la serie en apoyarse en el sensor Kinect junto a la tradicional controlador de juego y el uso de volante.

## Modo de Juego
Los jugadores podrán importar sus perfiles de Forza Motorsport 3 en Forza Motorsport 4, dándoles la posibilidad de transferir una cierta cantidad de créditos en el juego y los coches dotados en su nuevo garaje. La cantidad permitida se basa en que el tiempo que han jugado el juego, la cantidad de autos y los créditos que tienen.
Para lograr sonidos realistas de los neumáticos, los realizadores tomaron prestados Tesla Roadster para las deslizadas y quemados. Debido a que el automóvil es eléctrico, se lograron grabar los sonidos sin interferencia del sonido producido por el motor.

## Desarrollo
La primera vez que se realizó una demostración de Forza Motorsport 4 fue en la conferencia de prensa de Microsoft en el E3 de 2010. En la demostración mostraron un desafío conduciendo el Ferrari 458 Italia 2010, en la que, mediante el sensor Kinect el jugador condujo el coche para pasar a tantos opositores como fuera posible dentro de un límite de tiempo. Forza Motorsport 4 fue presentado oficialmente en el Spike Video Game Awards en 2010. Turn 10 anunció que el juego contaría con más de 500 coches de 80 fabricantes, y confirmó que soportaría Kinect, así como el mando normal.

## Novedades
Forza Motorsport 4 contara con 12 coches en pista, también tendremos un nuevo modo llamado Autovista en la cual podemos explorar nuestro coche y ver sus características, el famoso Warthog de Halo estará disponible en el Modo Auto Vista. El juego será compatible con Kinect, y también podremos usar el Control de Xbox 360 y Kinect al mismo tiempo, Kinect dará la posibilidad a los usuarios de navegar por los menús mediante comando de voz. También contara con modos de juegos nuevos estos modos serán Fútbol y Partidas de bolos, por la nueva pista de Top Gear test track que se incluye en los circuitos del videojuego, contara con un nuevo sistema de iluminación y sombras, mejores gráficos en los autos y los circuitos, los sonidos de motores fueron grabados en cada parte de los autos, se podrán seleccionar escenas para colocar los autos en escenas, entre otras características nuevas.